# 月刊タウン情報とやま
『月刊タウン情報とやま』（げっかんタウンじょうほうとやま）は、株式会社シー・エー・ピーが発行していた富山県の情報を主に取り扱うタウン情報誌。通称・略称はTJとやま（ティージェイとやま）。

## 概要
1980年1月25日に創刊した雑誌で、創刊以降毎月25日に発売された。富山県内の飲食店やイベント情報、音楽や映画などのエンターテインメント情報を扱う総合情報誌である。発行当初は「ライフエリアを広げるフリータイムマガジン」というサブタイトルが付けられていた。雑誌サイズは変形A4版（2003年1月号以降）で、主な読者層は20歳代から30歳代の男性および女性。2015年2月号以降の主な読者層は20～40歳代の男性・女性となっている。
2000年3月号で4万部弱の発行部数に達したが、その後はインターネットなどの情報媒体の多様化に伴い発行部数が漸減。2017年の発行部数は半数程度となった。2018年3月号をもって休刊、その後2019年4月に季刊誌として復刊したが、2019年10月の冬号の発行以降は発行されていない。

## 沿革
※年号は発売月で記載。
- 1980年1月25日 - 創刊（2月号、発売当初の定価は150円）。
- 1989年11月 - B5サイズに変更。
- 1999年12月 - 2000年1月号よりタイトルにTJが使用される。
- 2002年12月 - 2003年1月号よりサイズ変更、同時にタイトルロゴも現在のものに変更。
- 2015年2月号にてリニューアル。タイトルロゴは現在のものに変更。
- 2018年2月 - 3月号をもって休刊。
- 2019年4月 - 季刊誌として復刊。
- 2019年10月 - 冬号を発行。休刊のアナウンスはないが、以降の発行はされていない。

## 主な企画
- 街ネタ - 最新のショップ・イベント情報
- 特集記事
- Tコミュ. - 読者投稿コーナー

## 2015年2月号からのレギュラーコーナー
- Monthly topics
- Happines Plus
- とやまの人たち
- わたしの原点
- まちたびノート
- うみとやま
- とやま家物語
- 行こう！新店
- 恋するランチ
- 富山のアーティスト
- イベント
- アート
- ステージ
- ミュージック
- シネマ
- リリース
- 今月のクーポン
- 交通情報
- SCHOOL GUIDE
- JOB SEARCH
- ラブスポ
- フレフレッ青春
- 投稿パラダイス
- まちかど情報局
- コラム 富山☆解体珍書
- コラム とやま大誤解
- ソウルフード
- 酒り場
- ラーメンなひとびと
- CAPの本たち
- プレゼント
- 今月の占い
- 巻末男子
- 巻末女子

## 別冊
- TJ増刊号（年刊発行）※絶版
- ガイドのとら（北陸温泉、富山・金沢、高山・白川郷・奥飛騨）※絶版
- CHARGE（フリーペーパー）※絶版
- TOYAMA Hair Salon Guide　※絶版

## 発売地域
- 富山県全域および石川県の一部地域